# Cavalli di Elio
Nella mitologia greca, Elio, figlio di Iperione era il dio del Sole e possedeva un carro fatto completamente di fuoco e trainato da quattro cavalli.

## I nomi
Essi erano i 4 velocissimi destrieri del carro di fuoco che, aggiogati dal dio, percorrevano rapidissimi la volta celeste diffondendo la luce del giorno:
- Eòo
- Etone
- Flegone
- Piroide

### Moderna
- Pierre Grimal, La mitologia greca, Roma, Newton, 2006, ISBN 88-541-0577-5.